# Incendio de la bóveda de Fox de 1937
El incendio de la bóveda de Fox de 1937 fue un gran incendio que se produjo el 9 de julio de 1937 en una instalación de almacenamiento de películas de cine de la 20th Century Fox en Little Ferry, Nueva Jersey, Estados Unidos. Las películas de cine de nitrato de celulosa inflamable habían contribuido previamente a varios incendios de alto perfil en laboratorios, estudios y bóvedas de la industria del cine, aunque a menudo se desconocían las causas precisas. En Little Ferry, los gases producidos por películas de cine en descomposición, combinados con altas temperaturas y ventilación inadecuada, dieron como resultado una combustión espontánea.
Una muerte y dos heridos resultaron del incendio, que también destruyó todas las películas archivadas en las bóvedas, lo que resultó en la pérdida completa de la mayoría de las películas mudas producidas por Fox Film Corporation antes de 1932. También se destruyeron los negativos y películas de Educational Pictures y varios otros estudios. El incendio llamó la atención sobre el potencial de que las películas de nitrato en descomposición se enciendan espontáneamente, y cambió el enfoque de los esfuerzos de preservación de películas para incluir un mayor enfoque en la seguridad contra incendios. La producción y el uso de películas de nitrato se eliminaron gradualmente en favor de alternativas más seguras.

## Antecedentes

### Película de nitrato
La industria cinematográfica temprana utilizó principalmente como material películas de cine de nitrato de celulosa (o nitrocelulosa), comúnmente llamadas películas de nitrato. Esta película es inflamable y produce su propio suministro de oxígeno a medida que se quema. Los incendios de nitrato se queman rápidamente y normalmente no se pueden extinguir, ya que son capaces de arder incluso bajo el agua. La nitrocelulosa también está sujeta a termólisis e hidrólisis, descomponiéndose con el tiempo en presencia de altas temperaturas y humedad. Este material de película en descomposición libera óxidos de nitrógeno que contribuyen a la descomposición y hacen que la película dañada se queme más fácilmente. En las condiciones adecuadas, la película de nitrato puede incluso arder espontáneamente. En parte debido a la variabilidad sustancial en la fabricación de películas tempranas, existe una considerable incertidumbre sobre las circunstancias necesarias para el autoencendido. Las temperaturas sostenidas de 38 °C o más, las grandes cantidades de película de nitrato, el aumento de la humedad, la ventilación deficiente y la película envejecida o en descomposición se han considerado factores de riesgo. La mayoría de estos incendios en archivos de películas han tenido lugar en olas de calor durante los meses de verano, en instalaciones cerradas con ventilación limitada, lo que agrava varias de estas variables. Especialmente en áreas confinadas, tales incendios pueden provocar explosiones.
A veces se producían incendios grandes y peligrosos. El 4 de mayo de 1897, uno de los primeros incendios importantes relacionados con la película de nitrato comenzó cuando un proyector Lumière se incendió en el Bazar de la Charité en París. El incendio resultante causó 126 muertes. En los Estados Unidos, se produjeron una serie de incendios en las instalaciones de la industria. La bóveda de la Lubin Manufacturing Company en Filadelfia explotó el 13 de junio de 1914, seguido el 9 de diciembre por un incendio que destruyó el complejo de laboratorios de Thomas Edison en West Orange, Nueva Jersey. El estudio de Nueva York de la Famous Players Film Company se quemó en septiembre de 1915; en julio de 1920, la instalación de envío de su sucesor corporativo, Famous Players-Lasky, fue destruida por un incendio en Kansas City, Misuri, a pesar de que la construcción estaba diseñada para minimizar ese riesgo. La bóveda acorazada de United Film Ad Service, también en Kansas City, se incendió el 4 de agosto de 1928, y se informó de un incendio en Pathé Exchange nueve días después. En octubre de 1929, las instalaciones de Consolidated Film Industries sufrieron graves daños por un incendio de nitrato. No se demostró que haya habido combustión espontánea en ninguno de estos incendios, y es posible que no se haya reconocido como posible antes de que un estudio de 1933 determinara que las temperaturas necesarias para que la película de nitrato se autoinflamara se habían sobrestimado significativamente.

### Little Ferry
Cuando el contratista William Fehrs, de Little Ferry, Nueva Jersey, fue contratado para construir una instalación de almacenamiento de películas en 1934, diseñó la estructura a prueba de fuego. El edificio tenía paredes exteriores de ladrillo de 12 pulgadas (30 cm) y un techo de hormigón armado. Internamente, se dividió en 42 bóvedas individuales, cada una encerrada detrás de una puerta de acero y separadas por paredes interiores de ladrillo de 8 pulgadas (20 cm). El departamento de bomberos local confirmó la resistencia al fuego de Fehrs. Sin embargo, no estaba equipado con un sistema de rociadores contra incendios ni ventilación mecánica, y no se empleó ningún vigilante de seguridad para vigilar la instalación. A pesar del peligro potencial de incendio de la película almacenada, el edificio estaba ubicado en un vecindario residencial.
La empresa de procesamiento de películas DeLuxe Laboratories era propietaria del edificio, y lo alquiló a 20th Century Fox para almacenar las películas mudas adquiridas de Fox Film Corporation después de su fusión con Twentieth Century Pictures.

## Incendio
El norte de Nueva Jersey experimentó una ola de calor en julio de 1937, con temperaturas diurnas de 38 °C y noches cálidas. El calor sostenido contribuyó a la descomposición del nitrato en las bóvedas de películas, y la ventilación del edificio era inadecuada para evitar una acumulación peligrosa de gases. En algún momento, poco después de las 2:00 a. m. del 9 de julio, se produjo un encendido espontáneo en la bóveda en la esquina noroeste del edificio. El camionero local Robert Davison observó llamas provenientes de uno de los respiraderos de la ventana de la estructura y, en cinco minutos, usó una cabina de alarma de incendio municipal para informar del incendio.
Davison luego intentó despertar a los residentes de las casas circundantes, muchos de los cuales ya estaban alertados de la situación por el ruido y el intenso calor. Cuando se encendieron gases de descomposición en bóvedas adicionales, estalló una llamarada de 30 m horizontalmente a través del suelo desde las ventanas, y a una distancia similar en el aire desde los respiraderos del techo del edificio. Las bóvedas en el sur y este del edificio contenían una mayor concentración de gas inflamable. Cuando el fuego se extendió hacia ellas, explotaron, dañando el ladrillo y volando los marcos de las ventanas. Anna Greeves y sus dos hijos, John y Charles, fueron alcanzados por la llamarada mientras intentaban huir del área. Los tres resultaron seriamente quemados; Charles, de 13 años, finalmente murió de sus heridas el 19 de julio. Otras familias pudieron escapar ilesas mientras el incendio se extendió a cinco residencias vecinas y destruyó dos vehículos.
Los bomberos de Little Ferry llegaron por primera vez a las 2:26 a. m., seguidos por compañías de Hawthorne, Ridgefield Park, River Edge y South Hackensack. A pesar de que 150 hombres emplearon 14 chorros de mangueras de incendio, el fuego no se extinguió hasta las 5:30 a. m. Todas las películas en la instalación fueron destruidas; más de 40 000 carretes de negativos e impresiones se redujeron a cenizas dentro de sus latas de película. El edificio también sufrió graves daños. Las explosiones en las bóvedas habían destruido segmentos de las paredes exteriores y las particiones interiores y habían deformado el techo de hormigón de la estructura. El daño total a la propiedad se estimó en $ 150 000-200 000 (aproximadamente entre $ 2.6 millones y 3.5 millones en dólares de 2018). Cincuenta y siete camiones de película quemada fueron transportados del sitio para extraer su contenido de plata. Cada lata contenía alrededor de cinco centavos de plata; el metal recuperado devolvió $ 2 000 (cerca de $ 35 mil en dólares de 2018).

## Legado

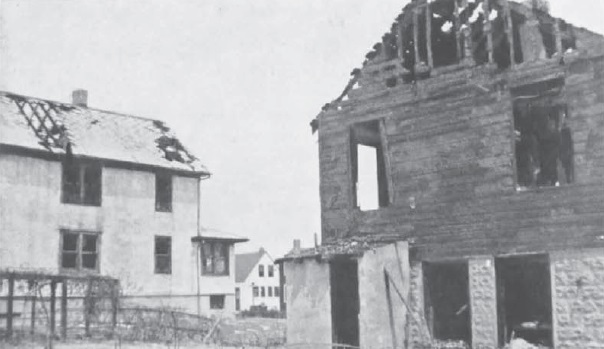
Daño a 361 Main, la residencia más cercana a las bóvedas, con 375 Main en el fondo.

Aunque los funcionarios de 20th Century Fox en ese momento comentaron que «solo se destruyeron películas antiguas», el incendio de la bóveda de Fox de 1937 ahora se entiende como una pérdida significativa del patrimonio cinematográfico estadounidense. El historiador de cine Anthony Slide calificó la destrucción de la bóveda de Fox como el incendio de nitrato estadounidense «más trágico». Se destruyeron los ejemplos de más alta calidad de todas las películas de Fox producidas antes de 1932; todas las copias conocidas de muchas películas habían sido almacenadas en la instalación. Las películas perdidas en el incendio incluyen imágenes protagonizadas por Theda Bara, Shirley Mason, William Farnum y muchos otros. Tom Mix hizo ochenta y cinco films con Fox, la mayoría de los cuales fueron archivados exclusivamente en Little Ferry. Para algunos actores, como Valeska Suratt, ninguna de sus películas sobrevive, «hay carreras enteras que no existen debido [al fuego]», según el conservador de películas del Museo de Arte Moderno Dave Kehr. Las copias ubicadas en otros lugares han permitido que algunas de las películas mudas de Fox sobrevivan como impresiones de menor calidad, o en algunos casos fragmentos, pero más del 75% de las películas de Fox de antes de 1930 se perdieron por completo.
Las bóvedas de Little Ferry también contenían obras de otros estudios de cine que habían contratado a Fox para su distribución. Educational Pictures perdió más de 2000 negativos e impresiones, incluidos los negativos de las películas mudas de Buster Keaton con la compañía. También estuvo presente el negativo original de Las dos tormentas de D. W. Griffith (que Fox había comprado con la intención de rehacer), el negativo de la controvertida película patrocinada por Christie Productions, The Birth of a Baby, y películas de estudios más pequeños, tales como Atherton Productions, Peck's Bad Boy Corporation, Principal Pictures y Serial Producing. El material de archivo destinado a la Biblioteca de Cine del Museo de Arte Moderno también se perdió.

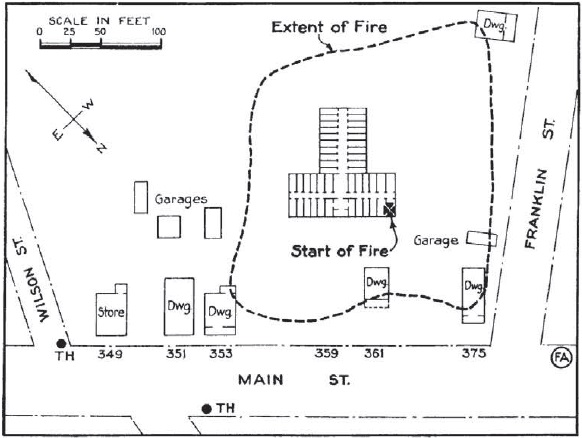
Mapa del área involucrada en el incendio.

La destrucción de la instalación de Little Ferry despertó un interés en la seguridad contra incendios como un aspecto de la preservación de películas. A diferencia de los grandes incendios anteriores de película de nitrato, se determinó que la combustión espontánea del material de película en descomposición era la responsable. Los investigadores sugirieron que la película de nitrocelulosa más antigua almacenada en el archivo era de menor calidad que su película actual, por lo que era más propensa a la inestabilidad. El Comité de Preservación de Películas de la Sociedad de Ingenieros de Películas, tres meses después del incendio de la bóveda, citó «incendios recientes y bastante extensos de películas» como evidencia de que los esfuerzos de preservación existentes no habían logrado abordar adecuadamente el «problema de incendio». Se sugirieron bóvedas de películas más fuertemente reforzadas, para evitar que los incendios en una sola bóveda destruyan instalaciones de archivo completas. También se propusieron gabinetes de almacenamiento de películas con sistemas de ventilación y refrigeración, así como investigaciones adicionales para mejorar la calidad de la película de acetato de celulosa para fomentar su uso como un reemplazo más seguro para la película de nitrato. En la década de 1950, el uso de película de nitrato en los Estados Unidos había sido esencialmente eliminado.